# The Beatles 1962–1966
The Beatles 1962–1966 (Red Album) – zbiór największych przebojów Beatlesów z lat 1962–1966. Płyta została wydana wraz z albumem The Beatles 1967–1970, na którym, analogicznie, zawarto hity z późniejszego przedziału czasowego.
Zdjęcie umieszczone na okładce płyty zrobione zostało w siedzibie EMI w Londynie i przedstawia wszystkich członków zespołu spoglądających w dół, z klatki schodowej, zostało ono umieszczone także na okładce płyty Please Please Me, która była debiutanckim krążkiem zespołu.
W wyborze utworów, jakie znalazły się na płycie brali udział członkowie zespołu. Podobnie rzecz miała się z kolorystyką i zdjęciami. Kolor czerwony został użyty, aby nawiązać do jednego z ich ulubionych zespołów piłkarskich – Liverpool F.C. Podobnie jak w wypadku albumu The Beatles 1967–1970 piosenki, które były coverami, nie zostały umieszczone na albumie. W trakcie wybierania utworów pojawił się także pomysł, aby dodać piosenki wykonywane przez członków zespołu już po rozpadzie, ale ze względu na ograniczoną ilość miejsca na krążkach winylowych, pomysł został odrzucony. Niektóre popularne piosenki, jak np. I Saw Her Standing There nie zostały zamieszczone na płycie, dlatego że zostały wydane jako single tylko na amerykańskim rynku muzycznym. 19 października album ten wraz z albumem The Beatles 1967–1970 zostanie wydany w nowej zremasterowanej wersji na 2 CD

## Lista utworów
Wszystkie utwory autorstwa duetu Lennon/McCartney.

### Strona pierwsza
| 1. | „Love Me Do”               | 2:23  |
|    |                            |       |
| 2. | „Please Please Me”         | 2:03  |
|    |                            |       |
| 3. | „From Me to You”           | 1:57  |
|    |                            |       |
| 4. | „She Loves You”            | 2:22  |
|    |                            |       |
| 5. | „I Want to Hold Your Hand” | 2:26  |
|    |                            |       |
| 6. | „All My Loving”            | 2:08  |
|    |                            |       |
| 7. | „Can't Buy Me Love”        | 2:13  |
|    |                            |       |
|    |                            | 15:32 |
|    |                            |       |

### Strona druga
| 1. | „A Hard Day's Night” | 2:34  |
|    |                      |       |
| 2. | „And I Love Her”     | 2:31  |
|    |                      |       |
| 3. | „Eight Days a Week”  | 2:45  |
|    |                      |       |
| 4. | „I Feel Fine”        | 2:19  |
|    |                      |       |
| 5. | „Ticket to Ride”     | 3:10  |
|    |                      |       |
| 6. | „Yesterday”          | 2:05  |
|    |                      |       |
|    |                      | 15:24 |
|    |                      |       |

### Strona trzecia
| 1. | „Help!”                                | 2:48  |
|    |                                        |       |
| 2. | „You've Got to Hide Your Love Away”    | 2:11  |
|    |                                        |       |
| 3. | „We Can Work It Out”                   | 2:16  |
|    |                                        |       |
| 4. | „Day Tripper”                          | 2:49  |
|    |                                        |       |
| 5. | „Drive My Car”                         | 2:27  |
|    |                                        |       |
| 6. | „Norwegian Wood (This Bird Has Flown)” | 2:05  |
|    |                                        |       |
|    |                                        | 14:36 |
|    |                                        |       |

### Strona czwarta
| 1. | „Nowhere Man”      | 2:44  |
|    |                    |       |
| 2. | „Michelle”         | 2:42  |
|    |                    |       |
| 3. | „In My Life”       | 2:27  |
|    |                    |       |
| 4. | „Girl”             | 2:31  |
|    |                    |       |
| 5. | „Paperback Writer” | 2:31  |
|    |                    |       |
| 6. | „Eleanor Rigby”    | 2:08  |
|    |                    |       |
| 7. | „Yellow Submarine” | 2:37  |
|    |                    |       |
|    |                    | 17:40 |
|    |                    |       |